# Robert Badichah
Robert (Krikor) Badichah ICPB (ur. 1 lutego 1983 w Bejrucie) – libański duchowny ormiańskokatolicki, biskup pomocniczy Bejrutu od 2024. 

## Życiorys
Święcenia kapłańskie otrzymał 11 grudnia 2010 w Instytucie Duchowieństwa Patriarchalnego z Bzommar. Przez rok pracował w parafialnej szkole w Zalka, zaś w latach 2011–2017 był rektorem Papieskiego Kolegium Ormiańskiego w Rzymie. Po powrocie do kraju objął funkcję rektora seminarium patriarchalnego w Bzommar.
3 kwietnia 2024 otrzymał nominację na eparchę pomocniczego Bejrutu ze stolicą tytularną Artvin. 
26 maja 2024 otrzymał święcenia biskupie w Bzommar. Udzielił mu ich patriarcha Raphaël Bedros XXI Minassian. 